# Navidadau
Navidadau ist ein bolivianisches Weihnachtslied in der indigenen Sprache Aymara. Es wird im deutschsprachigen Raum mit verschiedenen deutschen oder spanischen Texten gerne für besinnliche Tänze zur Weihnachtszeit verwendet, vor allem in Schulen, Altenheimen und Jugendgottesdiensten. Jedoch haben diese Texte wenig mit dem sehr einfachen Originaltext zu tun und auch wenig mit der Kultur der Aymara. Denn auch für Aymara, die Christen sind, sind der Karneval (wenn die Feldfrüchte blühen) und die Sommersonnenwende (ihr Neujahr) viel größere Feste als Weihnachten.

## Text
Originaltext mit spanischer und deutscher Übersetzung:
Original

Navidadaw purinini;

Wawanakax kuisisiñani;

Niño Jesus yurit layku;

Anatañak ichtani.
Navidadaw purinini;

Wawanakax kuisisiñani;

Jichax qatukanakampi;

Belenaru sarañani.
Spanische Übersetzung

Ya va a llegar la Navidad;

Los niños nos alegraremos

Debido al nacimiento del Niño Jesús;

Juguetes traerá
Ya va a llegar la Navidad;

Los niños nos alegraremos;

Ahora con los regalos recibidos;

Iremos a Belén
Deutsche Übersetzung der spanischen Version

Schon kommt Weihnachten.

Wir Kinder werden uns freuen

wegen der Geburt des Christkinds.

Es wird Spielsachen bringen.
Schon kommt Weihnachten.

Wir Kinder werden uns freuen.

Jetzt werden wir mit den erhaltenen Geschenken

nach Bethlehem (zur Krippe) gehen.
Aussprache des Aymara: w wie im Englischen; x ähnlich wie ch, aber weiter hinten im Rachen; q ähnlich wie k, aber weiter hinten im Rachen (Stimmloser uvularer Plosiv). Sonst wie Spanisch, also ch = tsch, j = ch, ñ ähnlich wie nj.